# Frédéric IX de Hohenzollern
Pour les articles homonymes, voir Prince noir et Frédéric IX.
 (septembre 2010).
Si vous disposez d'ouvrages ou d'articles de référence ou si vous connaissez des sites web de qualité traitant du thème abordé ici, merci de compléter l'article en donnant les références utiles à sa vérifiabilité et en les liant à la section « Notes et références ».
Frédéric IX de Hohenzollern, dit Prince noir ou Frédéric le Vieux (en allemand Friedrich IX von Hohenzollern, Schwarzgraf), mort en 1379.
Il fut comte de Zollern-Zollern de 1339 à 1377.

## Famille
Fils de Frédéric VIII de Zollern.

### Mariage et descendance
En 1341, Frédéric IX de Hohenzollern épousa Adélaïde de Hohenberg-Wildberg, (fille du comte Bouchard V de Hohenberg-Wildberg). 
Cinq enfants sont nés de cette union :
- Frédéric X de Hohenzollern, (†1412), comte de Zollern-Zollern, il épousa Anne de Hohenberg-Nagold (†1421)
- Frédéric-Ostertag Ier de Hohenzollern, (†1410)
- Anne de Hohenzollern (†1418), elle entra dans les ordres
- Adélaïde Hohenzollern (†1415), elle épousa Jean von Strahlenberg (†1408)
- Sophie de Hohenzollern (†1418)
- Frédéric-Ostertag de Hohenzollern, (†1400)

Frédéric IX de Hohenzollern succéda à son père en 1333, il fut le premier prince de la Maison à porter le nom de Hohenzollern. Bien qu'aînée de la famille, cette lignée de Souabe ne connut pas le prestigieux destin de la branche cadette, qui parvint à l'électorat de Brandebourg puis à la couronne de Prusse et enfin à l'empire d'Allemagne. Frédéric IX de Hohenzollern fonda la branche de Hohenzollern- Schwarzgraf, celle-ci s'éteignit en 1412. En 1344, ce souverain légua une partie de son territoire à son jeune frère, le chanoine de Strasbourg, Frédéric de Hohenzollern. († 1365), Ce dernier fonda la lignée dite de Strasbourg,

## Généalogie
Frédéric IX de Hohenzollern appartient à la quatrième branche (lignée Hohenzollern-Hechingen) issue de la première branche de La Maison de Hohenzollern. 
Cette quatrième lignée appartient à la branche Souabe de la famille de Hohenzollen, elle s'éteignit en 1869 à la mort de Frédéric Guillaume de Hohenzollern-Hechingen. Frédéric IX de Hohenzollern est l'ascendant de Michel Ier de Roumanie.